# Bernhard Henking
Bernhard Henking (* 6. Mai 1897 in Schaffhausen; † 4. Dezember 1988 in Winterthur) war ein Schweizer Kirchenmusiker und Komponist.

## Leben
Bernhard Henking studierte von 1917 bis 1921, zuerst am Zürcher Konservatorium die Fächer Klavier, Orgel und Theorie (bei Volkmar Andreae und anderen), sowie an der Hochschule für Musik in Berlin Chorleitung bei Siegfried Ochs. Von 1921 bis 1925 war er Chor- und Orchesterleiter in Baden (Aargau). Im Frühjahr 1925 zog er nach Magdeburg, wo er einige Chöre leitete. Dazu zählte auch der Magdeburger Domchor, mit dem er Konzertreisen bis nach Nord- und Osteuropa unternahm. Am 19. Oktober 1931 wurde unter Henkings Leitung vom Magdeburger Domchor die Motette "Schönheit dieser Welt vergeht" von Hans Chemin-Petit in der Berliner Kaiser-Wilhelm-Gedächtniskirche uraufgeführt. (Vgl.: Andrea Witte (Hg.), Hans Chemin-Petit, Werkverzeichnis, Stapp, Berlin 1987, S. 15).
Nachdem der Senat der Altpreußischen Union Henking den Titel Kirchenmusikdirektor verliehen hatte, wurde ihm 1936 die Leitung der Evangelischen Kirchenmusikschule in Aschersleben übertragen, die während seiner Amtszeit nach Halle verlegt wurde.
Zu Beginn des Zweiten Weltkrieges kehrte er in die Schweiz zurück und wurde Kantor an reformierten Kirchen in Winterthur und St. Gallen. Von 1951 bis 1972 leitete er den Zürcher Bach Chor. Henking lebte bis zu seinem Tode im Jahr 1988 in Winterthur. Er war Vater des Kirchenmusikers Arwed Henking (* 1936) und der Organistin Monika Henking (* 1944).
Bernhard Henking war Mitarbeiter am 1952 erschienenen Gesangbuch der Evangelisch-reformierten Kirchen der deutschsprachigen Schweiz (RKG). Auch im aktuellen RG ist er mit zahlreichen Choralsätzen vertreten.

## Auszeichnungen
- 1971: Kulturpreis der Stadt Winterthur

## Werke (Auswahl)
- Kommt und laßt uns Christum ehren. Ein gesungenes Krippenspiel
- Der Mond ist aufgegangen. Für Flöte, Violine, Viola, Violoncello, Kontrabass, Orgel.

## Veröffentlichungen (Auswahl)
- Chorgesangbuch. Auswahl von 223 Liedern des Gesangbuches für die Provinz Sachsen und Anhalt im Satz für 4-stimmigen gemischten Chor. Verlag Merseburger, Kassel